# Steven Elm
Steven Elm est un patineur de vitesse canadien, né le 12 août 1975 à Red Deer (Alberta) au Canada.

## Palmarès

### Record du monde
- Détenteur du record du monde sur 3 000 m en 2000-2001

### Jeux olympiques
- Jeux olympiques d'hiver de 2006 à Turin ( Italie) :
  -  Médaille d'argent en poursuite par équipe (Hommes), le 16 février, en compagnie de Jason Parker, Arne Dankers, Justin Warsylewicz et Denny Morrison.